# Balthazar Lieutaud

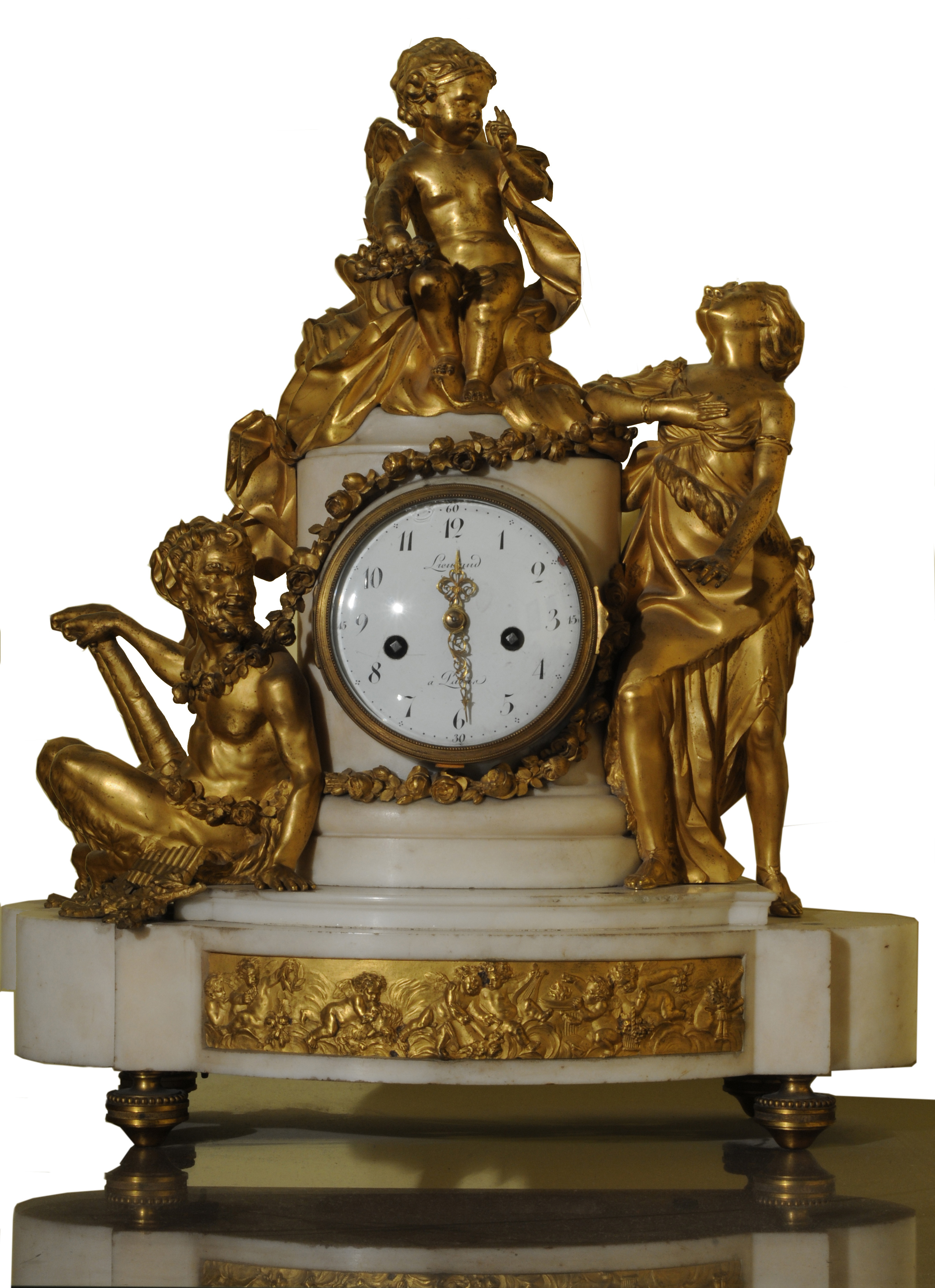
Reloj de mesa realizado por Balthazar Lieutaud ca. 1760.

Balthazar Lieutaud (fallecido en 1780) fue un maestro ebanista de una larga tradición familiar. Fue nombrado maestro ebanista en 1749. Se especializaba en cajas para relojes ricamente ornamentados. Fue proveedor de la corona real, de los cortesanos y de los nobles parisinos de la época.
Ha colaborado sobre todo con el relojero Ferdinand Berthoud y el escultor de bronce Philippe Caffieri.